# Hemerophanes insolita
Hemerophanes insolita är en fjärilsart som beskrevs av Aurivillius 1904. Hemerophanes insolita ingår i släktet Hemerophanes och familjen tofsspinnare. Inga underarter finns listade i Catalogue of Life.